# Kerimattihalli, Haveri
Kerimattihalli là một làng thuộc tehsil Haveri, huyện Haveri, bang Karnataka, Ấn Độ.